# Вєтров Давид Якович
Дави́д  Якович Вє́тров (нар. 1913, Кишинів — 1952, Кишинів) — молдовський письменник.
Темі дружби народів світу присвятив збірки віршів, повісті. Автор статті «Тарас Шевченко» (1937)